# La voz del bosque
La voz del bosque  (título en checo,  Hlas lesa) H. 243 es una ópera radiofónica con música de Bohuslav Martinů sobre libreto en checo de Vítězslav Nezval. Se estrenó radiofónicamente el 6 de octubre de 1935 por la MR (Moravskÿch Radio) de Brno (Moravia).

## Grabación
1999: Jiri Belohlávek; Filarmónica de Praga, Coro de Cámara. Intérpretes: Helena Kaupová (Braut), Jaroslav Brezina (Förster); Zdenek Harvánek, Roman Janál, Vladimir Okénko (Räuber), Roman Janál (Rezitator) y Lenka Smidová (Schankweib). Sello discográfico: Supraphon 3386-2 613 (1 CD 34'56)